# Pella, Piemonte
Pella är en ort och kommun i provinsen Novara i regionen Piemonte i Italien. Kommunen hade 952 invånare (2018). Den ligger vid Ortasjön västra strand.